# زابووچیه (گمینا کودنگ)
زابووچیه (به لهستانی:  Zabłocie) یک روستا در لهستان است که در گمینا کودنگ واقع شده‌است.